# Firman

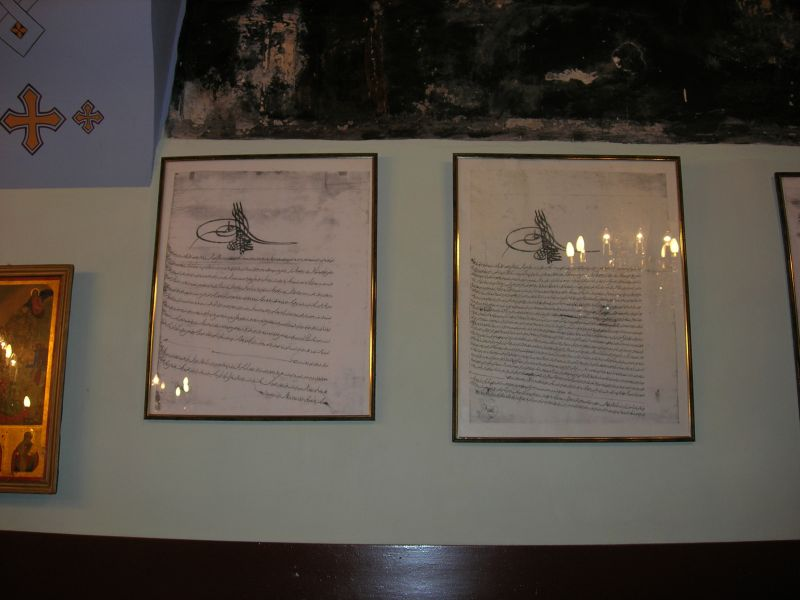
Firmans de Mehmet II i Baiazet II, conservats a l'església de Santa Maria dels Mogols a Istanbul

Un firman o farman, del persa فرمان ('ordre, decret') és un manament o decret reial en determinats estats islàmics històrics, com l'Imperi Otomà, Pèrsia o l'Imperi mogol. Els firmans es col·leccionaven en kanun, lleis administratives seculars considerades tan vàlides com les religioses. Exemples de firmans otomans foren:
- El firman del soldà Murat I (26 d'octubre al 23 de novembre de 1386): s'hi reconeixia un decret creat pel seu pare, el sultà Orhan, amb el qual es restablien certs drets i propietats als monjos.
- El firman del soldà Mehmet IV (1648-1687), en el qual els monjos del mont Atos demanen més diners i aliments.

També cal destacar un firman guardat al monestir de Santa Caterina del Sinaí a la península del Sinaí (Egipte). Escrit per Alí ibn Abi-Tàlib, conté la signatura del mateix profeta Mahoma, i prega als musulmans que no destrueixin el monestir, ja que hi viuen homes temorosos de Déu, que actualment pertanyen a una comunitat ortodoxa de monjos grecs.